# Pavel Vejinov
Pavel Vejinov (bulgară Павел Вежинов) n. 9 noiembrie 1914, Sofia, Regatul Bulgariei – d. 20 decembrie 1983, Sofia, Republica Populară Bulgaria) a fost un scriitor bulgar de science-fiction.

## Biografie și carieră
Pavel Vejinov este unul dintre primii scriitori bulgari care folosește teme fantastice în ficțiunea sa.
Este cel mai cunoscut pentru romanul său Bariera (Бариерата, 1977). În acest roman,  compozitorul Anthony Manev întâlnește o fată (Dorothea) care a scăpat dintr-o instituție mentală. Ea a fost închisă  acolo pentru că a susținut că ar putea zbura. În cele din urmă, cei doi se îndrăgostesc și, spre surprinderea sa, compozitorul descoperă că și el poate zbura. El este atât de agitat încât fuge, încercând să se descurce cu noua sa abilitate. Distrusă, fata se sinucide. Romanul este inclus în curriculum-ul studiilor de literatură bulgară la nivel universitar. A fost ecranizat în 1979 în regia lui Hristo Hristov și există planuri pentru o refacere în Rusia. Filmul și romanul descriu incapacitatea oamenilor de a traversa bariera creată de ei în propria minte, a cărei esență este că universul este mai mult decât materialismul vieții pe pământ. În centrul acestei istorii tragice se află o poveste de dragoste într-un anturaj mistic .
În Pieirea lui Aiax (Гибелта на Аякс, 1973) echipajul navei spațiale "Ajax" trebuie să facă un sacrificiu major, pentru a salva o civilizație extraterestră pe moarte. 

## Lucrări (selecție)
- Strada neasfaltată, 1936, volumul de proze
- Zile și seri, 1948, volumul de povestiri
- Câmpia uscată, 1952
- Urmele rămân, 1954
- Stele deasupra noastră, 1966
- Noaptea cu cai albi, 1975, ed. rom. 1979, traducere de Tiberiu Iovan, Editura Univers
- Piatra albastră, 1977
- Bariera, 1977
- Balanța, 1982
- Pieirea lui «Aiax», Editura Ion Creangă, 1982, traducere Constantin N. Velichi [nefuncțională]

- Într-o zi de toamnă pe șosea, în Almanah Anticipația, 1986, povestire
- Fluturii albaștri, în Almanah Anticipația, 1990, povestire
- Întâmplare de pe strada liniștită

## Vezi și
- Literatura științifico-fantastică în Bulgaria